# Лукш-Маковская, Елена Константиновна
Елена Константиновна Лукш-Маковская (нем. Elena Luksch-Makowsky; 14 [26] ноября 1878, Санкт-Петербург — 15 августа 1967, Гамбург) — русская и немецкая художница и скульптор.

## Биография
Согласно автобиографии, Елена родилась 14 (26) ноября 1878 года в Санкт-Петербурге. Её родителями были состоятельный придворный художник Константин Егорович Маковский и его вторая супруга Юлия Павловна. В семье помимо девочки воспитывались двое сыновей. Старший брат Елены — поэт Серебряного века Сергей Маковский. Елена выросла в Санкт-Петербурге, в юности несколько лет провела с хворавшей матерью на европейских курортах.
Елена Маковская училась изобразительному искусству в художественной школе при Императорском обществе поощрения искусств и затем в Академии художеств. В 1897 году предприняла важную для её будущего творчества поездку по Волге от Рыбинска до Самары, во время которой ею были созданы многочисленные эскизы. По её возвращении одну из работ Елены приобрёл железнодорожный магнат и меценат Иван Станиславович Блох, который также предоставил ей двухгодичную стипендию для обучения за рубежом.
Маковская училась у Антона Ажбе в Мюнхене, в мастерской которого познакомилась со многими российскими художниками: Иваном Билибиным, Мстиславом Добужинским, Марианной Верёвкиной, Алексеем Явленским и Дмитрием Кардовским. Благодаря Игорю Грабарю Елена познакомилась с художниками «Мира искусства». В 1898 году Елена Маковская училась в школе живописи, открытой Матиасом Гаштайгером и Юлиусом Эстером во дворце Дойтенхофен близ Дахау. В Дойтенхофене Елена Маковская познакомилась со своим будущим мужем, венским скульптором Рихардом Лукшем. Свадьба с Лукшем состоялась 20 июня (3 июля) 1900 года, и с этого момента художница носила двойную фамилию Лукш-Маковская. Вскоре супруги-художники переехали в Вену, где после рождения сына Петера Елена продолжила заниматься творчеством и участвовала в нескольких выставках Венского сецессиона, став первой женщиной в его составе. Наиболее заметной работой того времени является иконографическое полотно Adolescentia («Отрочество»), на котором изображена обнажённая юная девушка в полный рост. В настоящее время эта работа Лукш-Маковской находится в коллекции венского Бельведера. Лукш-Маковская также занималась прикладным искусством и участвовала в работе Венских мастерских. В 1905 году Елена Лукш-Маковская создала монументальные рельефы для фасада венского Бургтеатра.
С 1907 года семья Лукшей проживала в Гамбурге, где Рихард Лукш преподавал в местной школе прикладного искусства. В 1910 году Елена Лукш-Маковская с двумя сыновьями побывала на родине. В 1918 году Елена родила дочь Марию. Брак с Рихардом Лукшем был расторгнут в 1921 году. В 1922—1928 годах Лукш-Маковская писала картины по своим эскизам, выполненным во время давней поездки по Волге. В 1925 году она создала эскиз памятника русским пленным. В 1926 году скульптура работы Лукш-Маковской «Судьба женщины» была установлена в гамбургском городском парке. В 1933 году Елена Лукш-Маковская попыталась наладить отношения с новой властью, вступив в национал-социалистический Союз немецких художников и графиков при Имперской палате изобразительных искусств, но это не принесло ей ожидаемых государственных заказов. Художница перебивалась частными заказами портретов. В послевоенные годы Лукш-Маковская занималась исследованиями гамбургской культуры.
Умерла 15 августа 1967 года.

## Комментарии
1. ↑  Некоторые источники указывают дату её рождения как 13 ноября[3] или 13 (25) ноября[4].
2. ↑  Указание более поздних дат смерти в некоторых источниках противоречит сообщению в Hamburger Abendblatt[нем.] от 16 августа 1967 и опубликованному там же на следующий день некрологу[8].